# Gorna Malina, Sofia
Gorna Malina (în bulgară Горна Малина) este un sat în comuna Gorna Malina, regiunea Sofia,  Bulgaria. 

## Demografie
Componența etnică a satului Gorna Malina
     Romi (1,56%)
     Bulgari (94,64%)
     Nicio identificare (3,32%)
     Altele (0,47%)
La recensământul din 2011, populația satului Gorna Malina era de 1.474 locuitori. Din punct de vedere etnic, majoritatea locuitorilor (94,64%) erau bulgari, cu o minoritate de romi (1,56%). Pentru 3,32% din locuitori nu este cunoscută apartenența etnică.